# Ernst Bruno Johannes Popp
Ernst Bruno Johannes Popp, též Ernst Popp nebo Arnošt Bruno Jan Popp (8. března 1819 Coburg – 14. září 1883 Praha), byl německý, v Čechách naturalizovaný sochař, modelér porcelánu, keramik a posléze profesor na pražské Polytechnice.

## Život
Ernst Popp vystudoval sochařství na Akademii výtvarných umění v Mnichově u Ludwiga Schwanthalera a spolupracoval se svým profesorem  i na plastické výzdobě hlavního průčelí mnichovské budovy Bavorského národní muzea.
Roku 1845 se odstěhoval do Prahy a pracoval na Smíchově jako modelér figurální plastiky v pražské manufaktuře na výrobu porcelánu. Dále zpravidla jednou týdně dojížděl do porcelánky v Klášterci nad Ohří, pro kterou také formoval figurální plastiku. Oženil se s Boženou Pistoriusovou (1825–1875) z Prahy, se kterou měl 11 dětí. Od roku 1854 učil v Praze na škole při Jednotě pro povzbuzení průmyslu v Čechách a od roku 1857 učil modelování na pražské Polytechnice.
Jeho druhorozený syn Anton Popp (1850–1915) se stal sochařem a medailérem a stejně jako otec učil na Polytechnice.

## Dílo

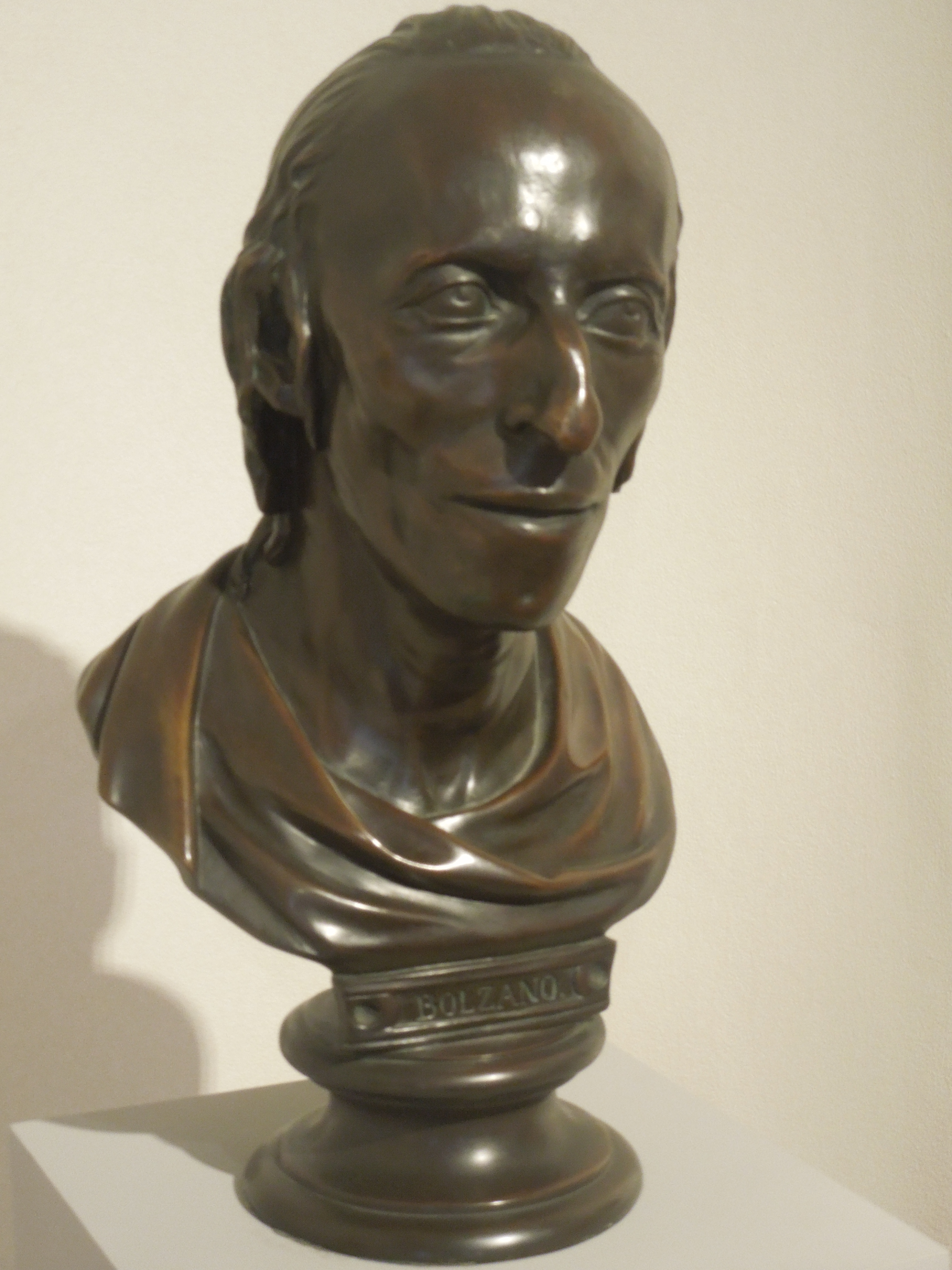
Busta Bernarda Bolzana (1849)

Popp tvořil realistické portréty ve stylu klasicizujícího i romantického akademismu. Zasloužil se o popularitu a kvalitu českého porcelánu, neboť především díky němu se pražská manufaktura na výrobu kameniny a porcelánu dostala mezi evropskou elitu. Velký soubor jeho porcelánových figurek ve stylu francouzského pozdního rokoka uchovává ve sbírkách Muzeum hl. m. Prahy.

### Známá díla
- 1849 Portrétní busta Bernarda Bolzana podle litografie Taddea Mayera a posmrtné masky[3]
- 1849 Miniaturní protějškové busty císaře Františka Josefa I. a císařovny Alžběty Bavorské, Národní muzeum Praha
- 1858 Portrétní busta maršála Radeckého, porcelán, Heeresgeschichtliches Museum, Wien; Národní muzeum Praha
- Portrétní busta Bernarda Bolzana podle posmrtné masky, Národní muzeum Praha[4]
- Portrétní busta českého skladatele V. J. Tomáška

### Zastoupení ve sbírkách
- Národní galerie v Praze
- Uměleckoprůmyslové muzeum v Praze
- Muzeum hlavního města Prahy
- Národní muzeum Praha
- Muzeum porcelánu v Klášterci nad Ohří

### Výstavy
- 2014 Pražský figurální porcelán a jeho modelér Ernst Popp (ze sbírek Muzea hlavního města Prahy), Galerie hlavního města Prahy